# Sophronisca nigra
Sophronisca nigra är en skalbaggsart som beskrevs av Pierre Lepesme och Stefan von Breuning 1952. Sophronisca nigra ingår i släktet Sophronisca och familjen långhorningar. Inga underarter finns listade i Catalogue of Life.